# Червонопопівка

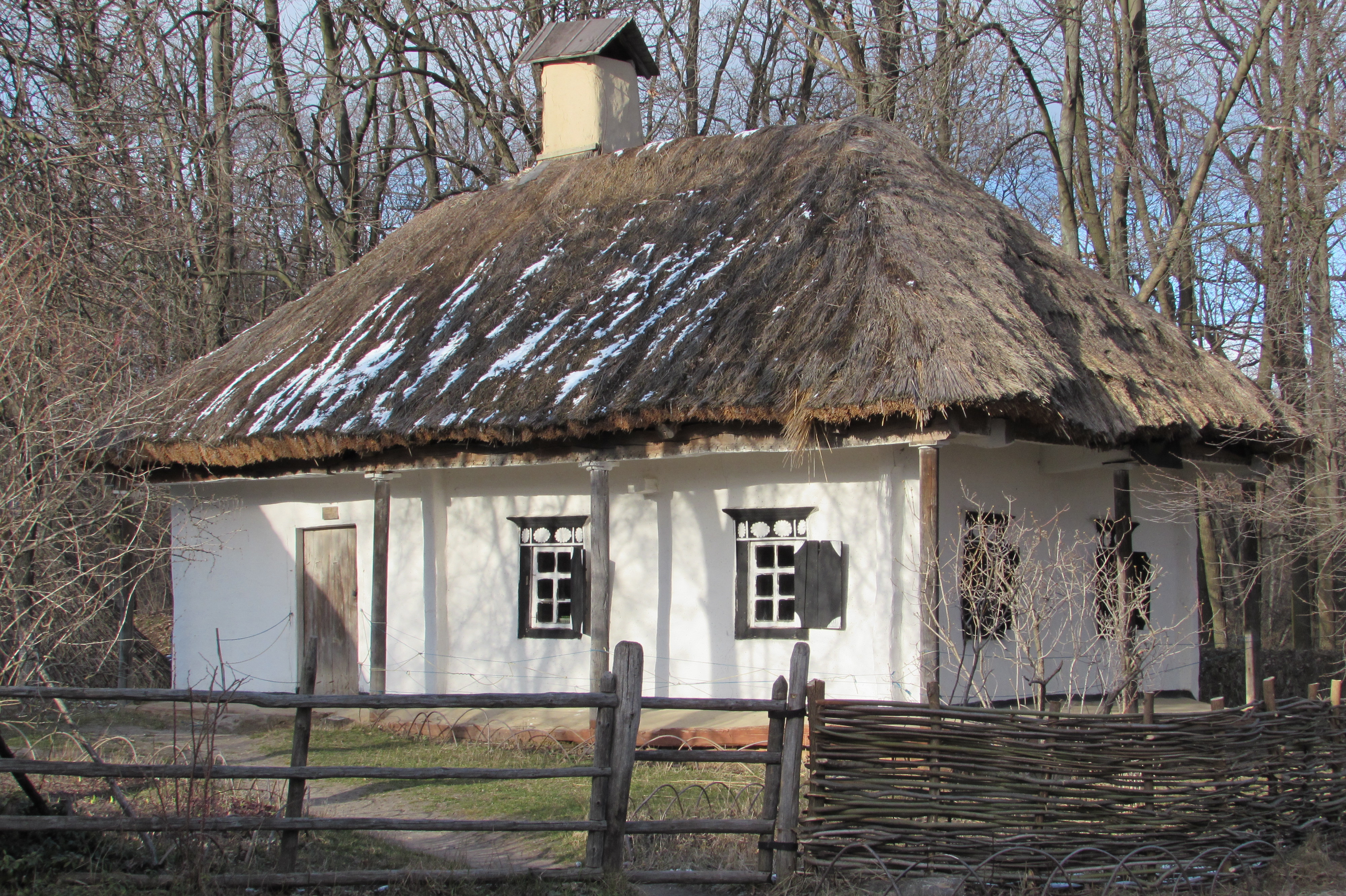
Хата з села Червонопопівка, зараз знаходиться у Музеї в Пирогові

Червонопопі́вка (в минулому — Попі́вка, Червона Попі́вка) — село в Україні, у Кремінській міській громаді Сіверськодонецького району Луганської області. Населення становить 1042 осіб.

## Географія
У селі річка Балка Ведмежа впадає у річку Красну.

## Історія
За даними на 1864 рік у казенній слободі Куп'янського повіту Харківської губернії мешкало 1452 особи (714 чоловічої статі та 738 — жіночої), налічувалось 271 дворове господарство, існувала православна церква.
Станом на 1885 рік у колишній державній слободі Новоглухівської волості мешкало 3410 осіб, налічувалось 604 дворових господарства, існували православна церква, школа, 8 лавок, 4 ярмарки на рік: Неділю усіх святих та 8 вересня.
До адміністративної реформи було центром  Червонопопівської сільської ради.
Навесні 2022 року село було окуповане російськими військами. Під час контрнаступу українських сил на Слобожанщині восени 2022 року за село і околиці точились бої, село пролягало через лінію фронту.
11 січня 2023 року 25 ОПДБр знищила 1 БТР.
7 лютого 2023 року у селі відбувся бій.

## Населення

### Мова
Розподіл населення за рідною мовою за даними перепису 2001 року:
| Мова       | Кількість | Відсоток |
| ---------- | --------- | -------- |
| українська | 974       | 93.47%   |
| російська  | 57        | 5.47%    |
| білоруська | 10        | 1.06%    |
| Усього     | 1042      | 100%     |

## Червонопопівське підземне сховище газу

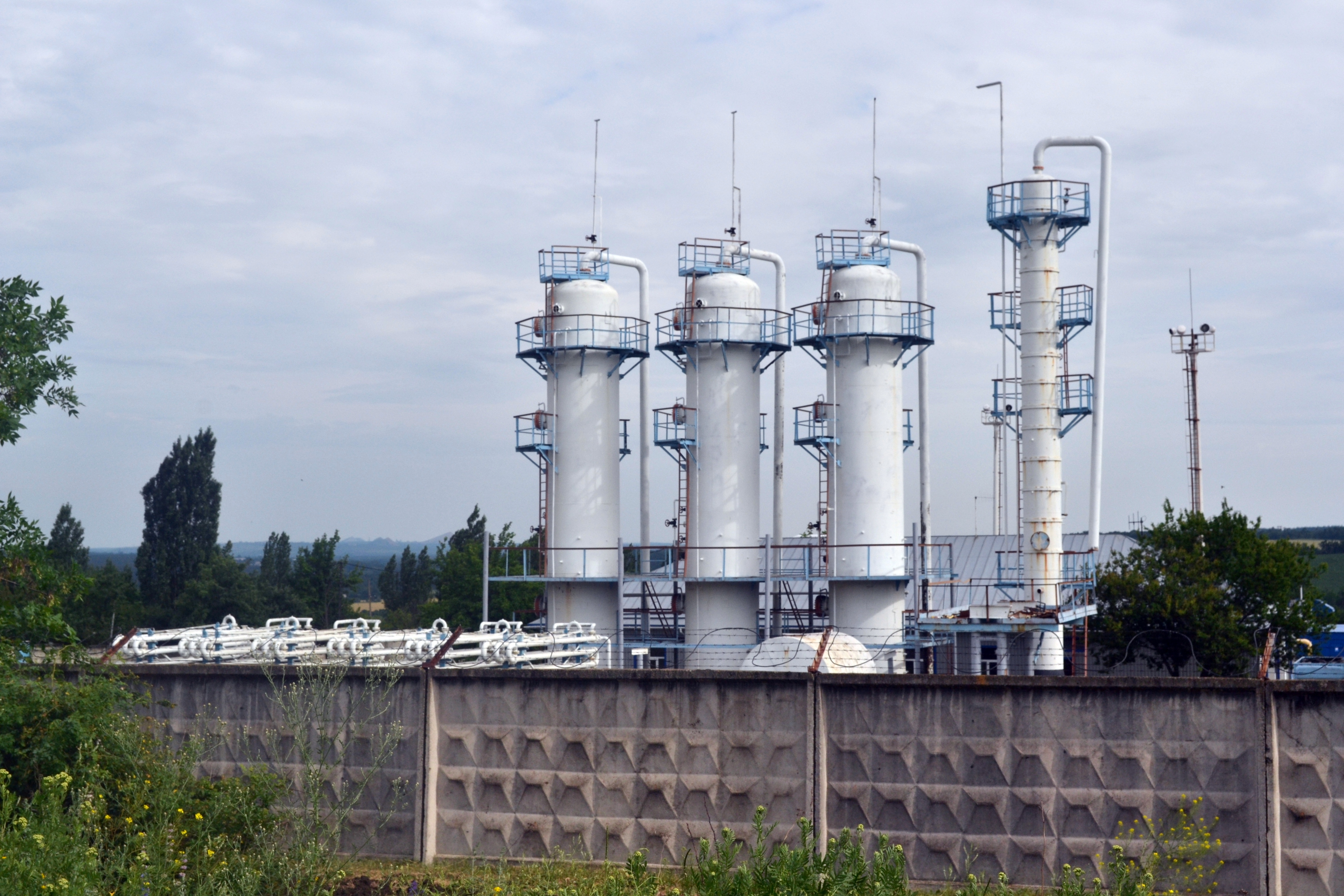
Червонопопівське підземне сховище газу

Червонопопівське ПСХ розташоване неподалік села.
- Северодонецкий Катар, есть ли место для фантазии? [Архівовано 11 серпня 2020 у Wayback Machine.] (рос.)

## Галерея

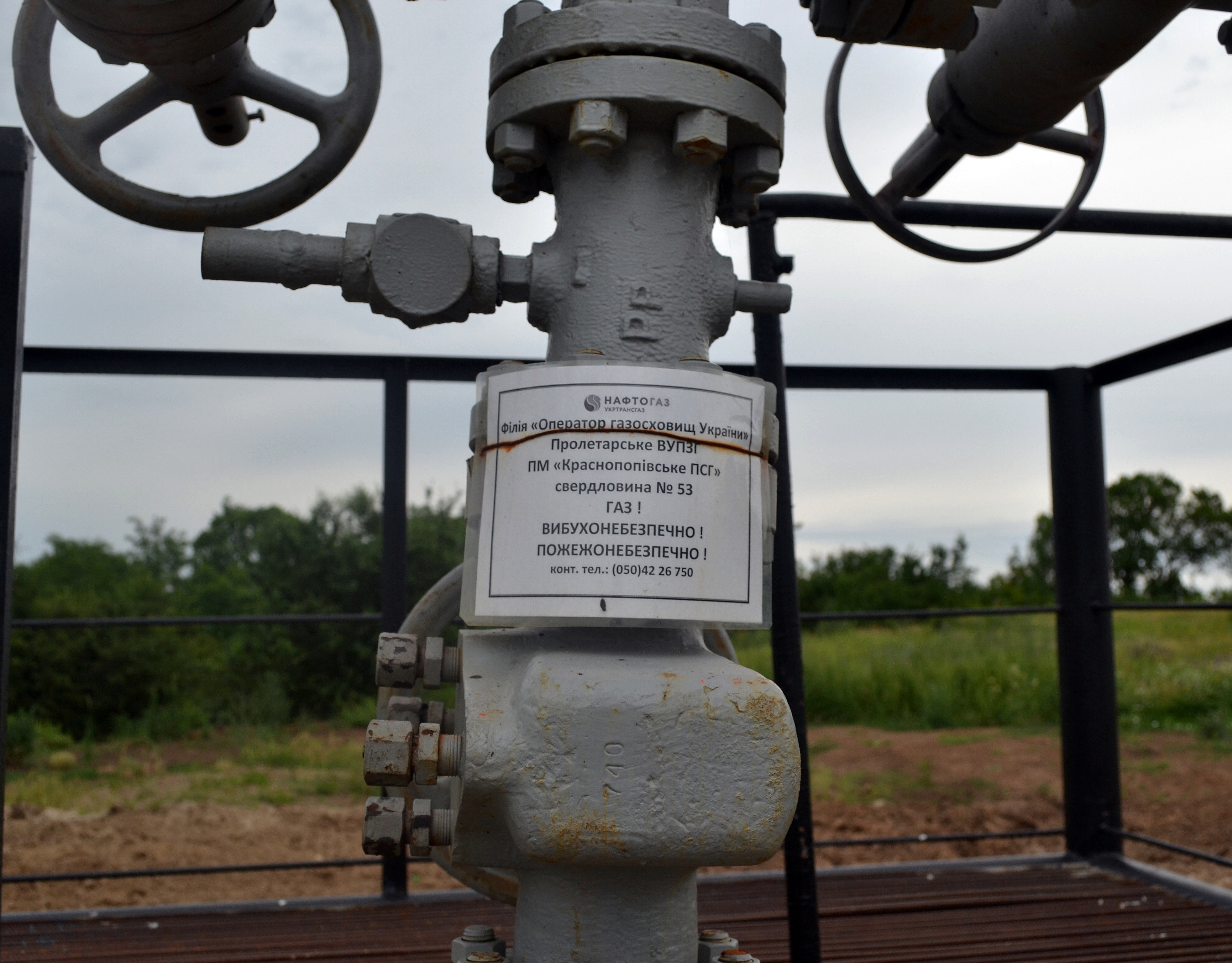
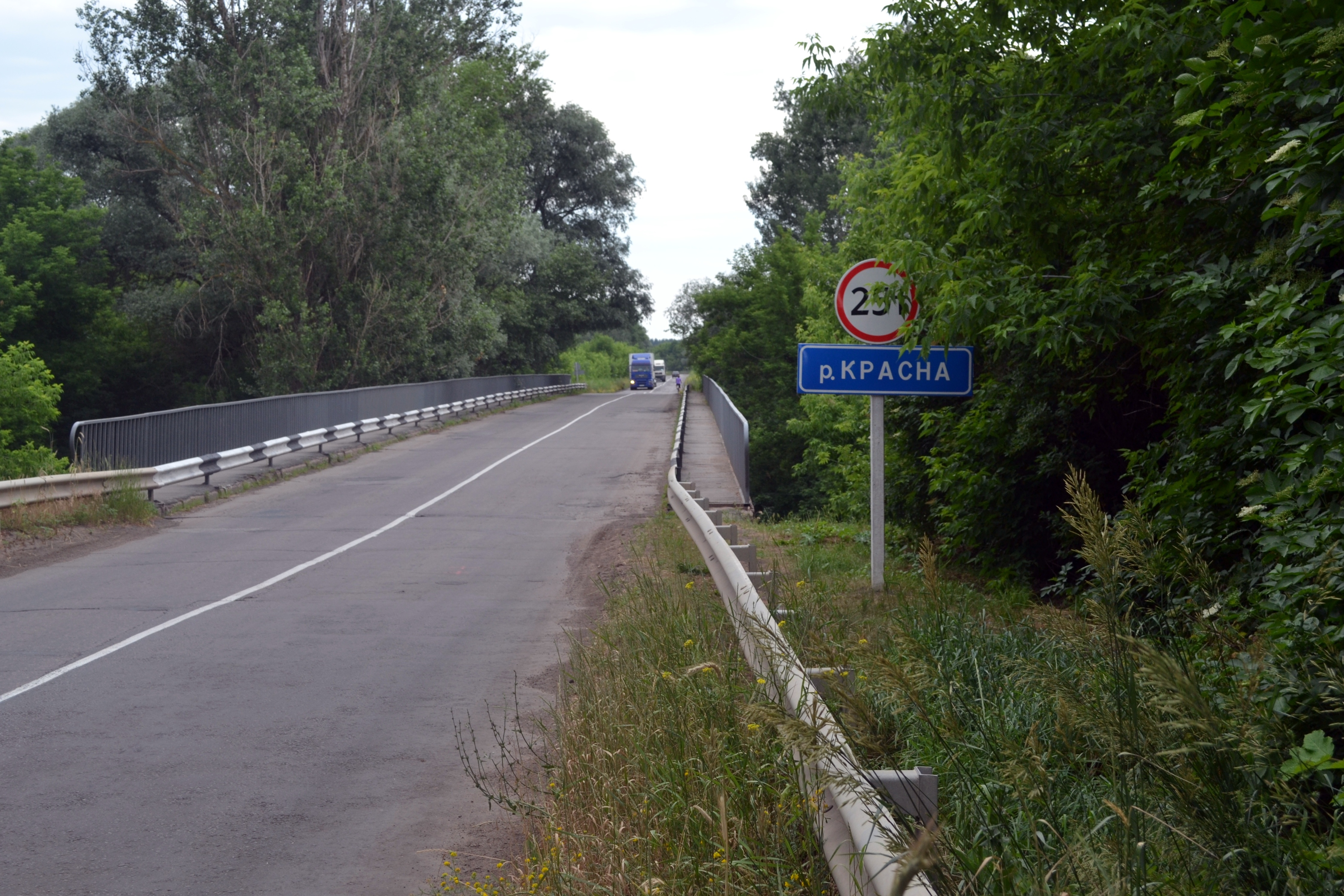
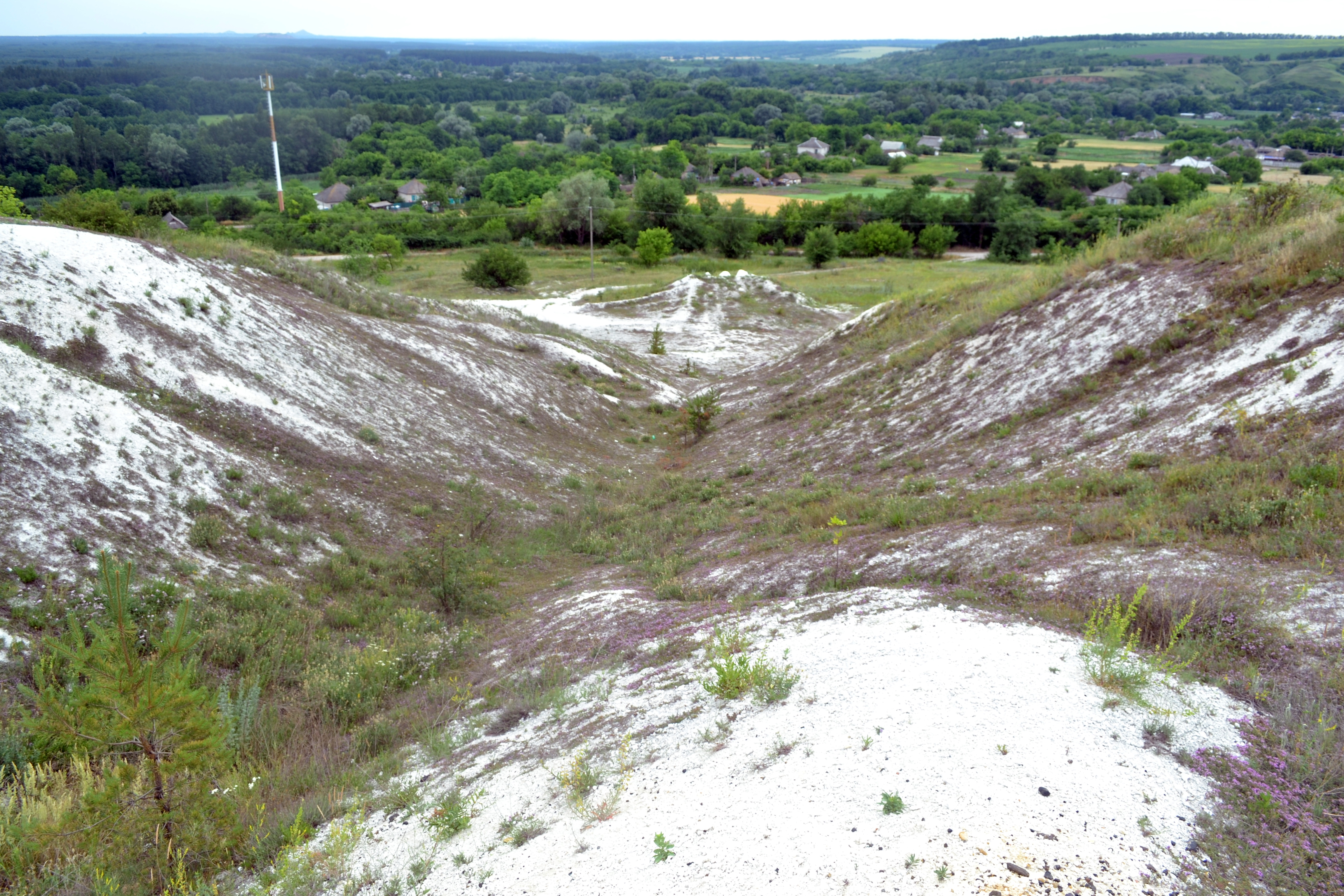
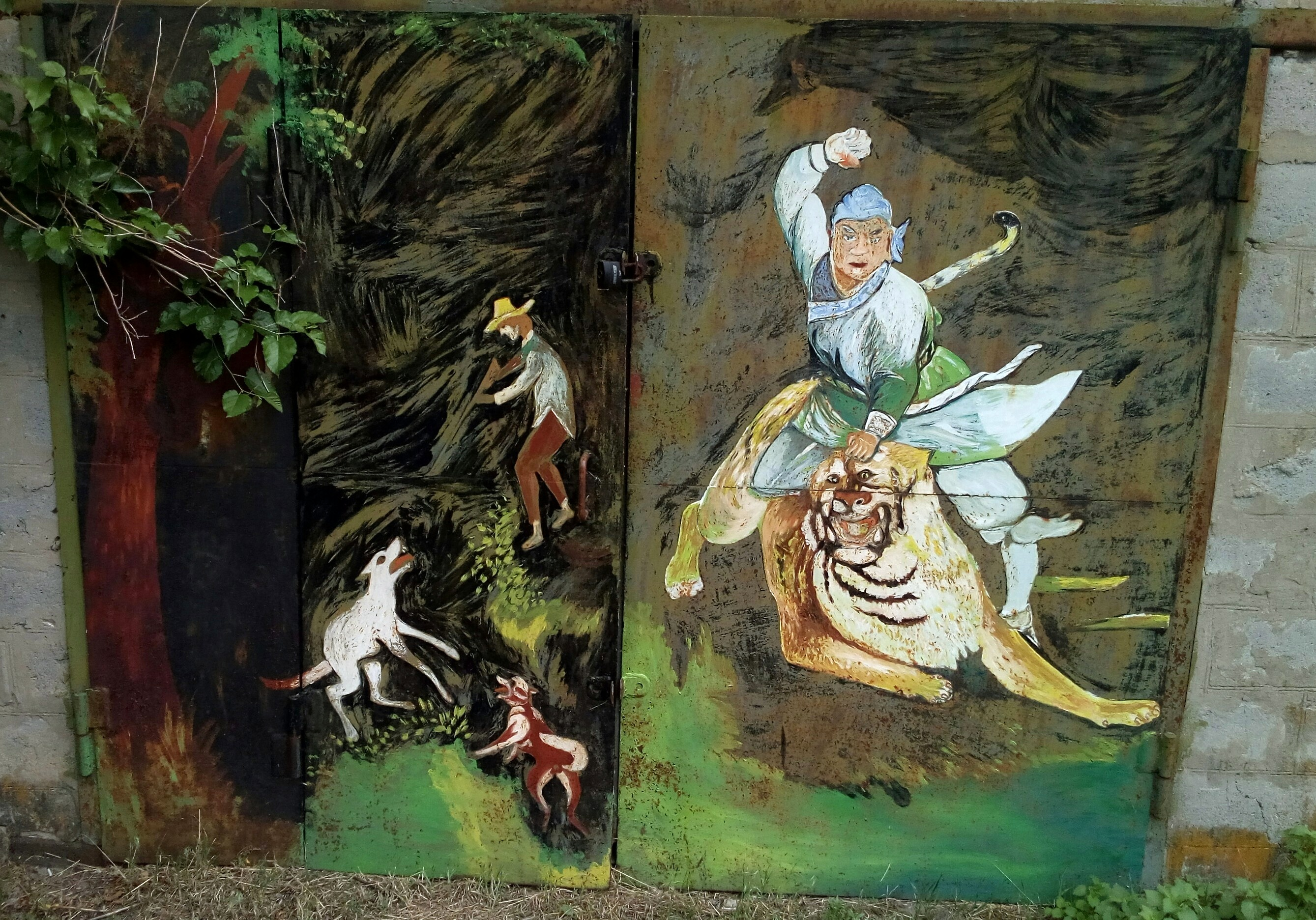
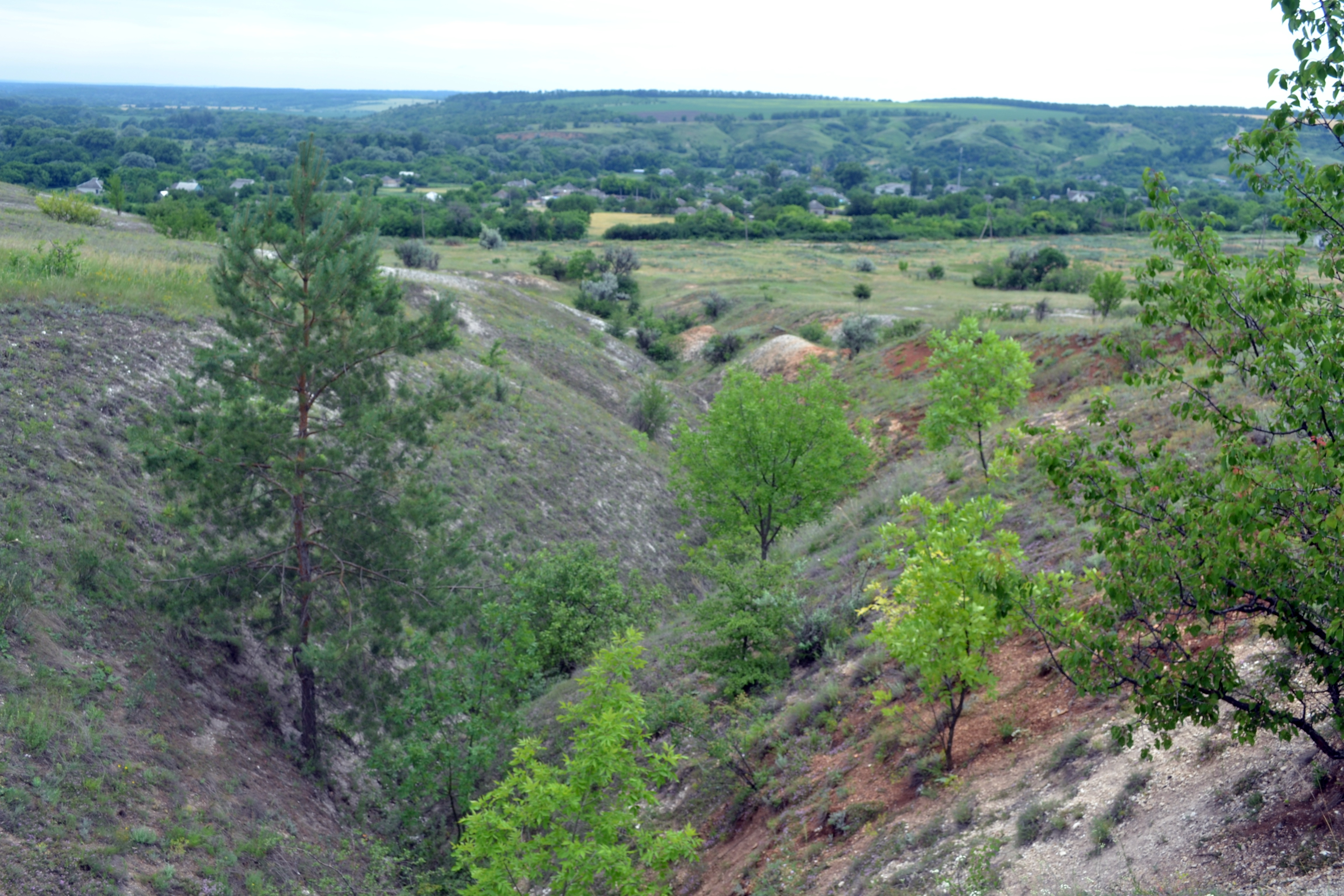
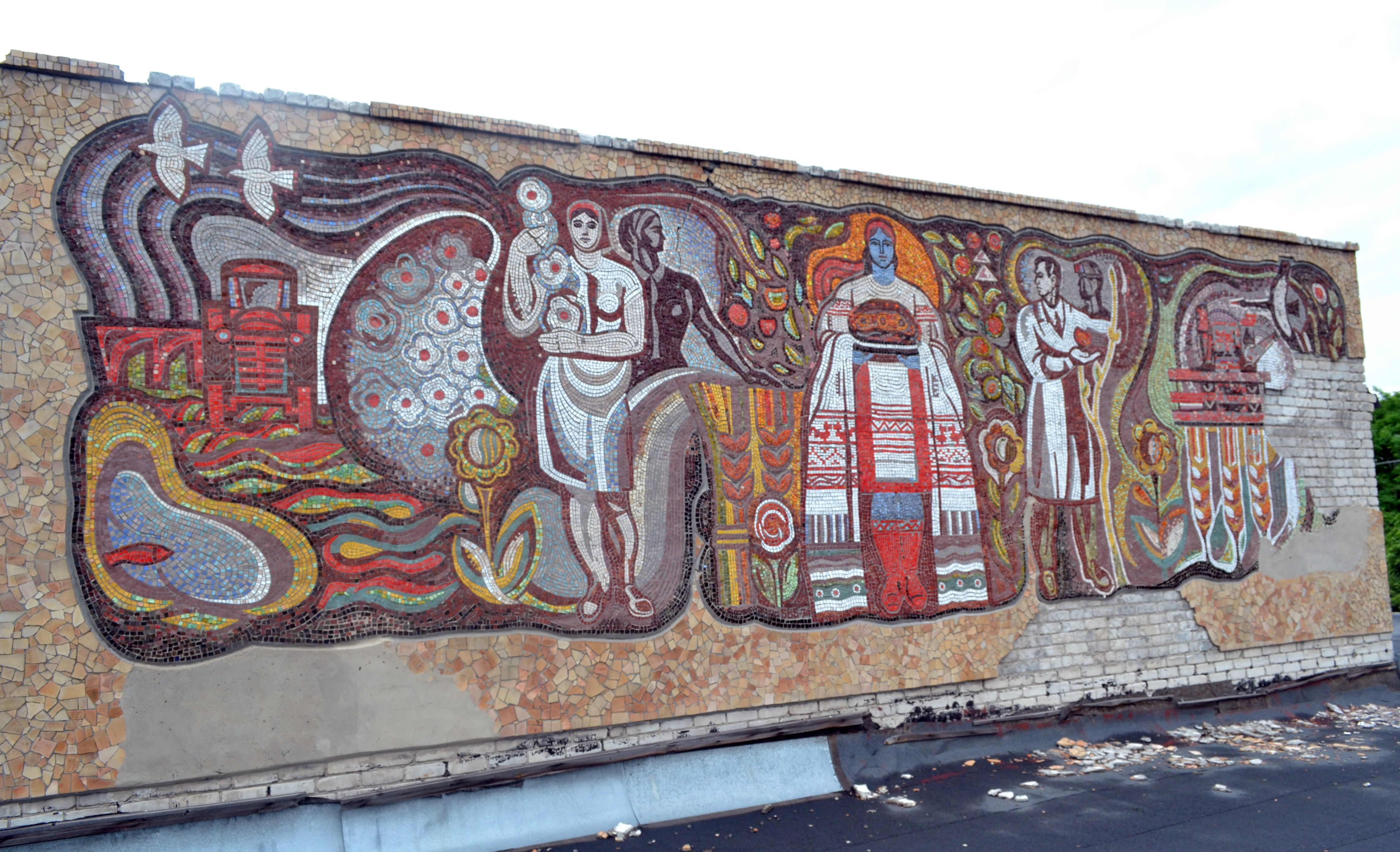
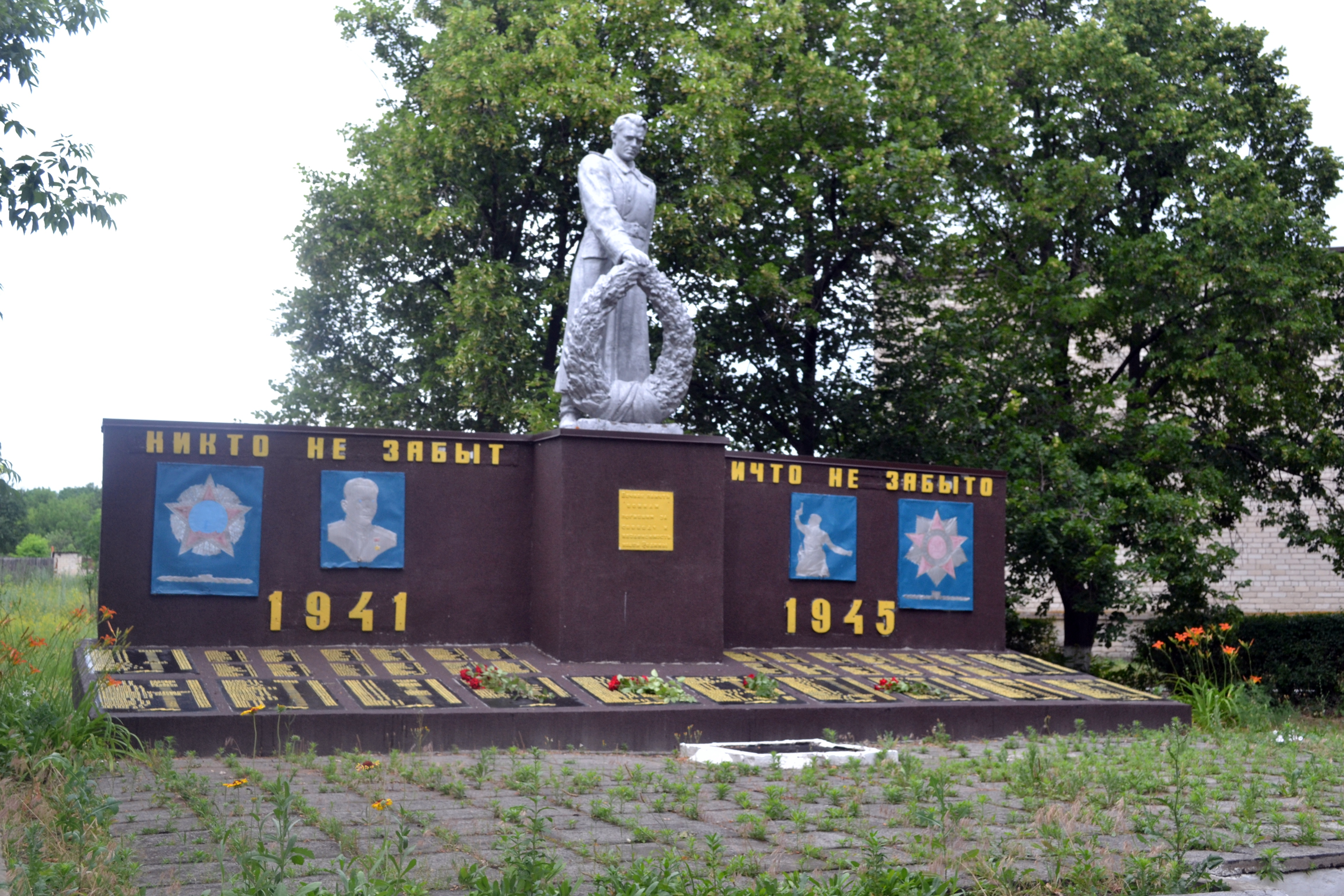
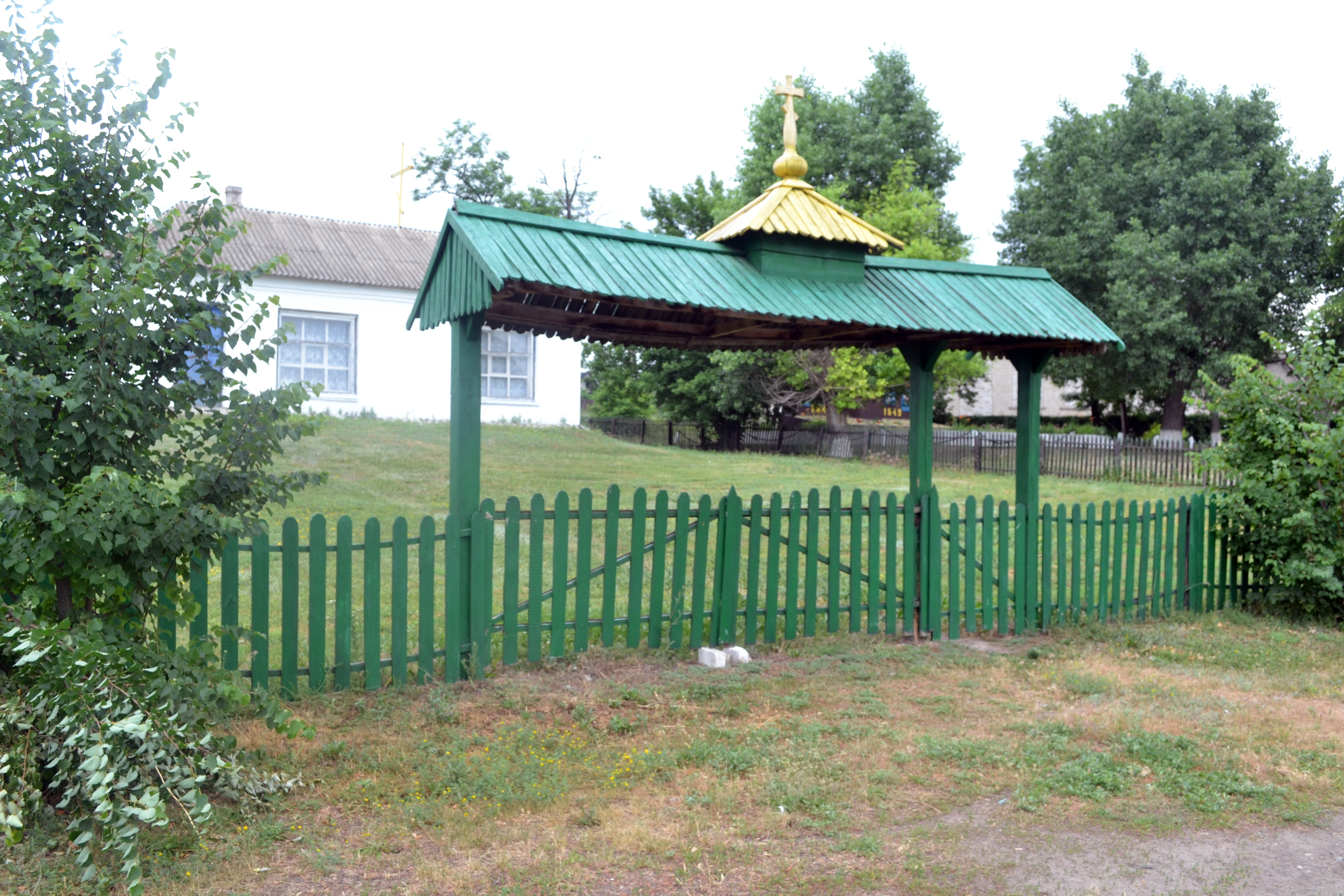
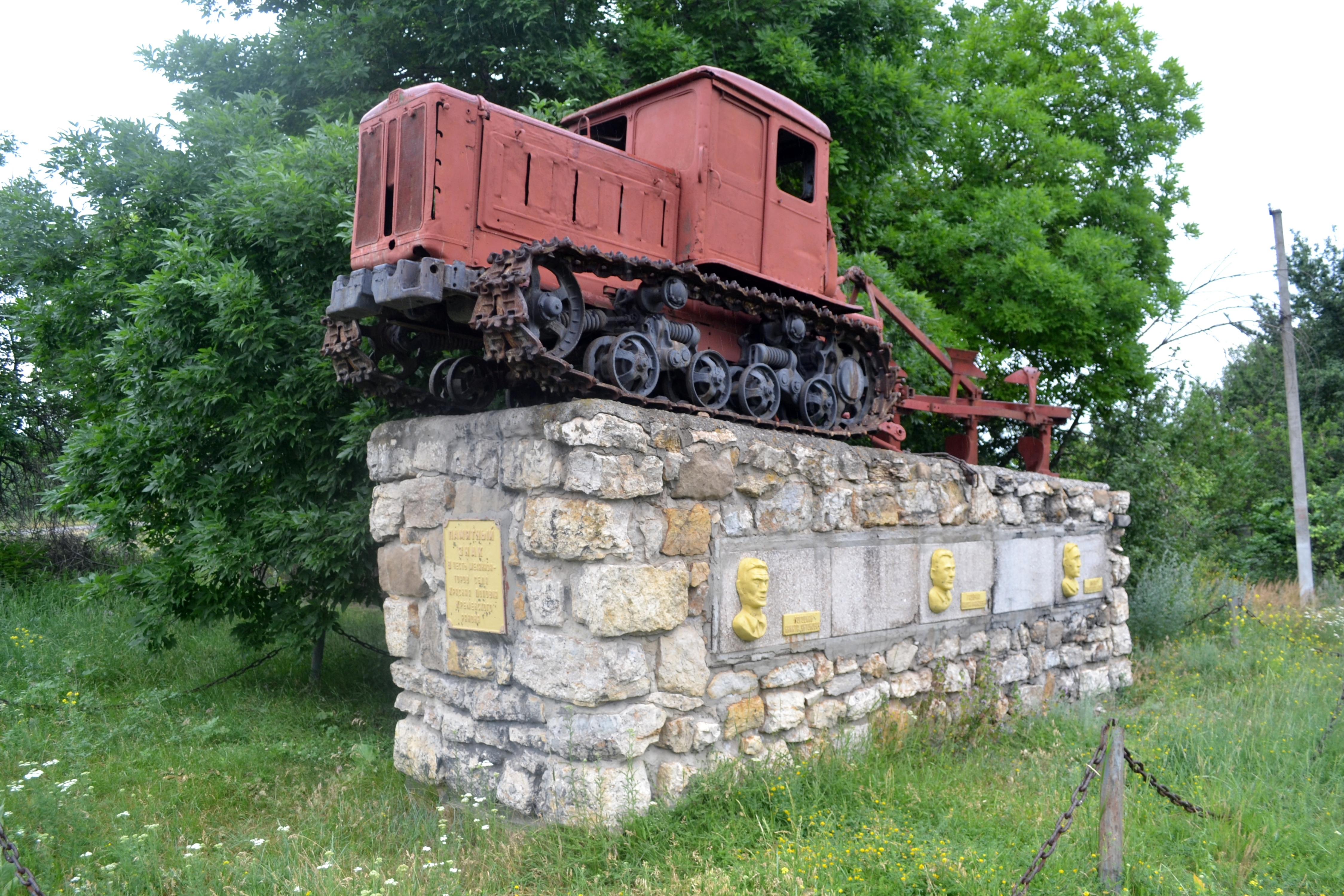
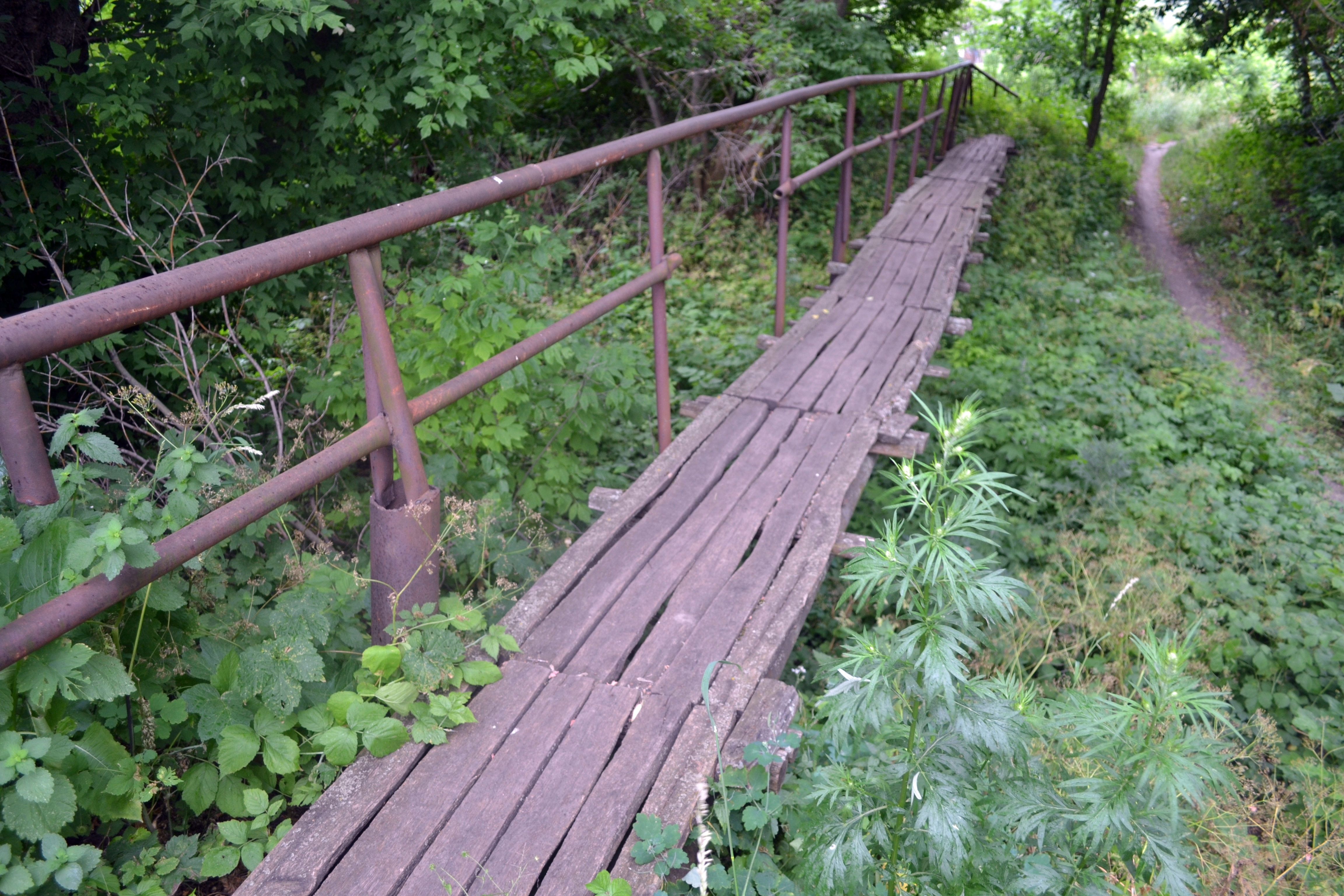
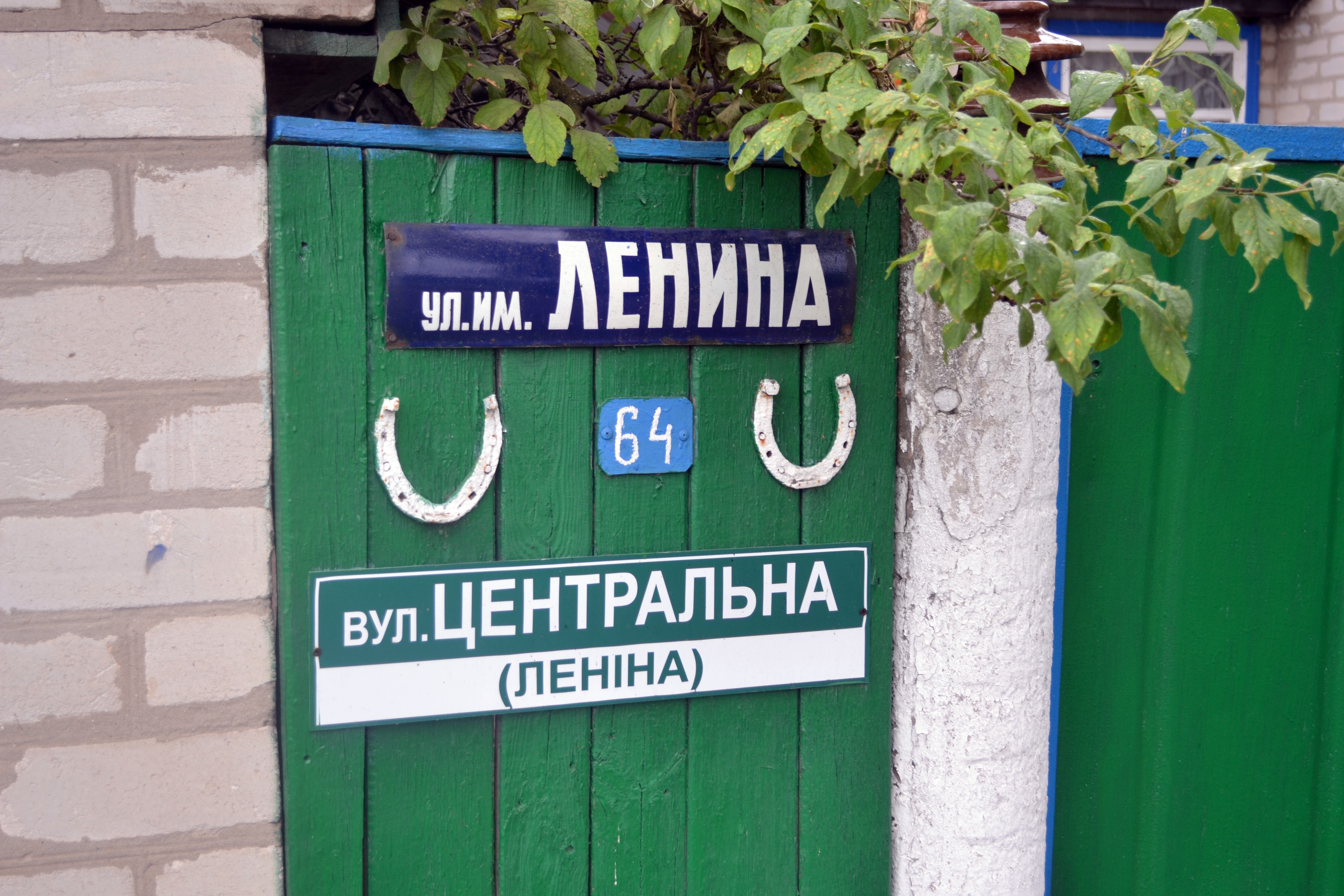